# Cappella di Santa Rosalia
La cappella di Santa Rosalia è un piccolo edificio religioso seicentesco nel comune di Pareto in provincia di Alessandria. Si trova poco fuori dall'abitato, lungo la strada di collegamento con Spigno Monferrato.

## Storia e descrizione

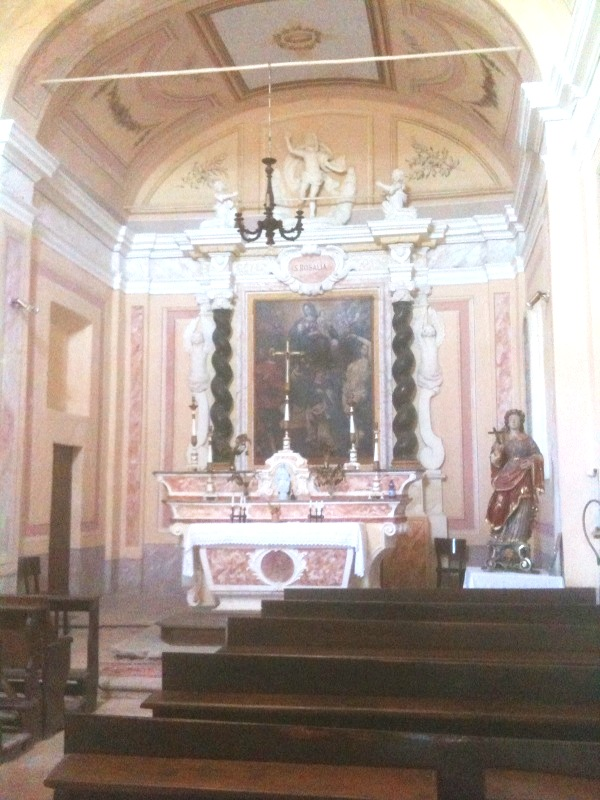
L'interno

La cappella si presenta a navata unica con volta a botte a sesto ribassato, dotata di piccolo campanile e pronao sull'ingresso. All'interno vi è un solo altare in pietra e calce dipinta. Anche le pareti e la volta risultano dipinte. Dietro l'altare spicca una tela raffigurante la "Vergine con Bambino e Santa Rosalia", circondata da cornici di stucchi e colonne tortili. A lato dell'altare si trova una statua lignea della Santa titolare.